# Mihai Mălaimare Jr.
Mihai Mălaimare Jr. (n. 1975, București, România) este un director de imagine român. El este fiul actorului român și fostul politician Mihai Mălaimare. A fost director de imagine la filmele regizate de Francis Ford Coppola și Paul Thomas Anderson .  El a fost nominalizat la cea mai bună cinematografie la cea de-a 24- a ediție a premiilor Independent Spirit pentru Tinerețe fără tinerețe din 2008. 

## Filmografie
| An   | Film                        | Director             | Alte note |
| ---- | --------------------------- | -------------------- | --- |
| 2002 | Turnul din Pisa             | Șerban Marinescu     | |
| 2004 | Lotus                       | Ioan Cărmăzan        | |
| 2006 | Păcală se întoarce          | Geo Saizescu         | |
| 2007 | Tineret fără tinerețe       | Francis Ford Coppola | Nominalizat - Premiul Independent Spirit pentru cea mai bună cinematografie |
| 2009 | Tetro                       | Francis Ford Coppola | |
| 2011 | Twixt                       | Francis Ford Coppola | |
| 2012 | Little Red Wagon            | David Anspaugh       | |
| 2012 | The Time Being              | Nenad Cicin-Sain     | |
| 2012 | Maestrul                    | Paul Thomas Anderson | Premiul Boston Society of Critics Film pentru cea mai bună cinematografie Premiul National Society of Critics de Film pentru cea mai bună cinematografie Premiul Asociației Criticilor de Film din Chicago pentru cea mai bună cinematografie Nominalizat - Premiul Criticilor „Choice Movie Award” pentru cea mai bună cinematografie Nominalizat - Premiul Asociației Criticilor de Film din Los Angeles pentru cea mai bună cinematografie Nominalizat - Premiul Societății Criticilor de Film Online pentru cea mai bună cinematografie Nominalizat - Premiul Satelit pentru cea mai bună cinematografie Desemnat - Premiul Asociației Criticilor de Film din Washington DC pentru cea mai bună cinematografie |
| 2013 | +1                          | Dennis Iliadis       | |
| 2014 | A Walk Among the Tombstones | Scott Frank          | |
| 2016 | Nina                        | Cynthia Mort         | |
| 2017 | Sleepless                   | Baran bo Odar        | |
| 2018 | Delirium                    | Dennis Iliadis       | |
| 2018 | The Hate U Give             | George Tillman Jr.   | |
| 2019 | Jojo Rabbit                 | Taika Waititi        | |
| 2020 | Love is Love is Love        | Eleanor Coppola      | Post-producție |